# Томас Мадсен-Мигдал
Томас Мадсен-Мигдал (24 грудня 1876 — 23 лютого 1943) — данський політик, глава уряду країни з грудня 1926 до квітня 1929 року.

## Життєпис
Був фермером-самоучкою. Пізніше став міністром сільського господарства в уряді Неєргарда, а також у тому кабінеті, який очолював сам.
Його уряд мав підтримку у парламенті з боку Консервативної народної партії, утім він її втратив 1929, коли партія висловила своє невдоволення розподілом ресурсів на оборону Данії. Після розпаду коаліції відбулись нові вибори, в результаті яких до влади прийшли Соціал-демократи та Радикальна Венстре.
За часів його врядування було засновано Оргуський університет.